# TpX
TpX är ett fritt vektorbaserat bildbehandlingsprogram för att skapa figurer som kan läggas in i en LaTeX-fil. Bilderna kan sparas som LaTeX-kod.